# الزبارة
مدينة الزبارة مدينة قطرية تاريخية تقع في بلدية الشمال، وقد سميت بهذا الاسم بسبب ارتفاع أرضها؛ فيقال لها الزبارة أي: الأرض المرتفعة، ويقال كذلك إنها سميت بالزبارة نسبة لأهالي الزبير الذين وفدو إليها من جنوب العراق؛ حيث حل الطاعون بهم.

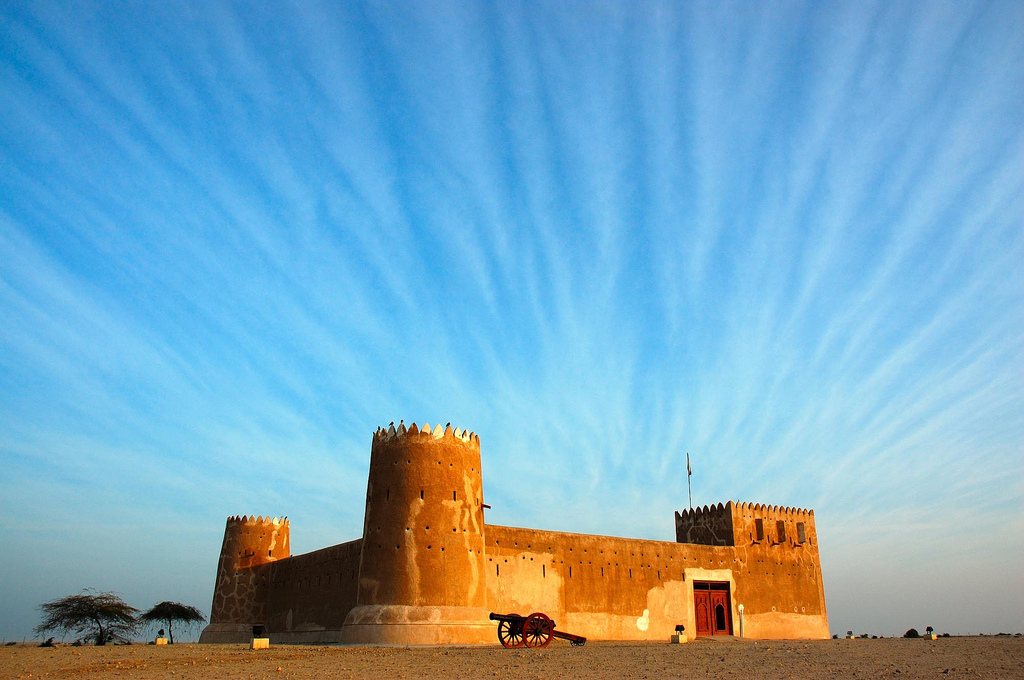
قلعة الزبارة

بلدية الشمال في قطر

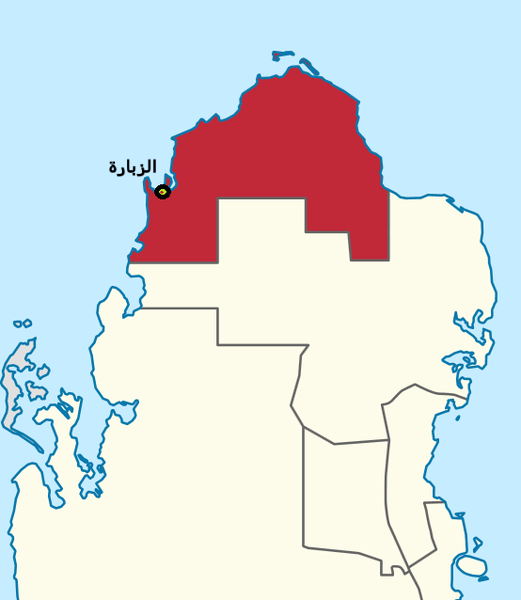
الموقع الجغرافي للزبارة

## التاريخ
في عام 1188هـ/ 1774م وصل من القرين مرورا بالبحرين والأحساء الشيخ أحمد بن رزق الخالدي (ابن رزق)، وكان العتوب في ذلك العام يسكنون بلدة فريحة القريبة من الموقع الذي تأسست عليه بلدة الزبارة، والتي أسسها أمير العتوب الشيخ محمد بن خليفة العتبي (جد آل خليفة حكام البحرين حاليا)، سنة 1182هـ/ 1768م، وسكن في قلعة مرير، فتشاور ابن رزق مع خليفة العتبي في موضوع تأسيس الزبارة فوافق أمير العتوب، فباشر ابن رزق في تأسيس مدينة الزبارة، ولم يحاول آل مسلم حكام قطر آنذاك منع العتوب من سكن الزبارة واتخاذها مقرا لهم، رغم تجربتهم السابقة معهم، وسبب ذلك العلاقة الطيبة بين آل خليفة و بني خالد حكام شرق الجزيرة والأحساء، الذين يهابهم آل مسلم، إلا أنهم ألزموهم بدفع إتاوة سنوية لهم.
وقد هاجر العديد من تجار البصرة إلى الزبارة إثر طاعون الكوليرا الذي حلّ بها وبالزبير سنة 1187هـ/ 1773م، وكذلك حصار الفرس للبصرة سنة 1189هـ/ 1775م ثم احتلالهم لها، فساعد ذلك على سرعة نمو المدينة الجديدة. وقد تركز فيها تقريبًا تجارة اللؤلؤ، والتجارة عامة، بين شرق الجزيرة العربية والهند، خلال هذه الفترة والفترة اللاحقة. وقد امتدت المنازل والقصور إلى خارج الأسوار فبني سور آخر حول المدينة الجديدة، يبلغ طوله حوالي 2 كيلومتر، يتخلله عشرون برجًا (نصف دائري)، كما تم حفر القناة التي كانت تصل بين البحر وأطراف قلعة مرير، وشيدت عدة قلاع حول الزبارة في الفريحة وليشا وحلوان وعين محمد وركيات وأم الشول والثغب؛ حيث بلغت أوج ازدهارها في حكم خليفة بن محمد. وكان من أشهر سكانها الذين ذكرهم الشيخ عثمان بن سند البصري مؤلف مخطوطة سبائك العسجد: آل جامع و ابن فيروز وآل العباسي (باش أعيان) وغيرهم.
بيد أن ذلك لم يدم طويلا؛ فقد أدركها الخراب سنة 1810 – 1811م، إثر الحرب التي نشبت بين السيد سعيد سلطان عمان والموحدين (الوهابيين)، وقد كتب الكابتن ج. ب. براكس، عام 1824م، بأن الزبارة مدينة كبيرة تحولت إلى خرائب، وقد سبقة الكابتن روبرت تيلور، عام 1818م، الذي قدر أنه كان بالمدينة حوالي 400 منزل.

## الاختلاف بين قطر والبحرين على الزبارة
أصدرت محكمة العدل الدولية في لاهاي حكما ملزما وغير قابل للاستئناف، بشأن النزاع الحدودي بين قطر والبحرين، الذي استمر قرابة خمسين عاما؛ فقد أعلنت المحكمة بأن دولة قطر لها السيادة على الزبارة وجزيرة جنان وحد جنان وفشت الدبل، كما حكمت للبحرين بالسيادة على جزر حوار وجزيرة قطعة جرادة. وحكمت بأن يكون لسفن قطر التجارية حق المرور السلمي في المياه الإقليمية للبحرين الواقعة بين جزر حوار والبر البحريني.
وقد صدر الحكم عقب قراءة المحكمة للحيثيات التي استندت إليها في إصدار حكمها، وقد استغرق ذلك عدة ساعات، وبذلك أسدل الستار على أطول نزاع قضائي أمام محكمة العدل في قضية الخلاف الحدودي بين قطر والبحرين، وكانت المحكمة أعلنت أنها ستصدر حكما نهائيا لا يجوز الطعن فيه، أو الاحتجاج عليه من أي من الطرفين.

## الموقع
تقع مدينة الزبارة على الشاطئ الشمالي الغربي لقطر، وتبعد عن مدينة الدوحة بحوالي 105كم، يحوي الموقع خرائب مدينة الزبارة بقصورها ومنازلها ومخازنها، وهي مقامة على أرض سبخة، وتمتد فوق مساحة تبلغ حوالي 60 هكتارًا داخل الأسوار التي تحيط بالمدينة من جهاتها الثلاث؛ (الجهة الرابعة مفتوحة على البحر)، يتخللها (20 برجًا)، أقيمت على مسافات غير متساوية تتراوح ما بين 90 و115 متر.
تشرف على المدينة قلعة الزبارة الحديثة؛ شيدت عام 1938م تقريبًا، لتحل مكان القلعة السابقة التي كانت قد أقيمت بالقرب منها، وهي تتصل بالمدينة بسورين تتخللهما أبراج، ويشكل السوران ممرًّا؛ عرضه حوالي 400م من جهة السور الخارجي للمدينة، يضيق عند التقائه بالقلعة القديمة. كما شق عند الطرف الجنوبي للمدينة قناة يبلغ طولها حوالي 2 كيلومتر؛ كانت ترسو فيها السفن لتفريغ حمولاتها، أو تجنبًا للأعاصير في الأيام العاصفة.
كما تم تقسيم التنقيب في الزبارة إلى 3 مواسم:
الموسم الأول للتنقيب 22 فبراير – 22 أبريل 1983م
بدأ بكشف الأطلال عن هذه المدينة الهامة والمرتبطة ارتباطًا عضويًّا بتاريخ قطر والمنطقة المحيطة بها وحضارتها، وقد تم اختيار ثلاثة مواقع رئيسية لمباشرة التنقيب فيها، للتعرف على مختلف مظاهر العمران في المدينة.

### السور
تم كشف ما مساحتة 1900م مربع تقريبًا من سور المدينة، بما أن لها أربعة عواميد؛ حيث ظهرت أبراجه الدائرية التي تمتاز بوجود سلم حلزوني داخل كل منها، على مسافات متباعدة تتراوح ما بين 90 و155م، من السور البالغ طولُه حوالي كيلومترين، كما أظهرت أعمال التنقيب أن السور قد جرى تدعيمه في أماكن ومراحل مختلفة.

### البيت الجنوبي
اختير هذا الموقع لارتفاع أطلاله، مما أوحى بإمكانية احتفاظ هذا البيت بمعالمه الهندسية والزخرفية، أو إمكانية وجود أكثر من طبقة سكنية، وقد أمكننا خلال الموسم الأول الكشف عن قسم منه برز بكامل دقائقه وتفاصيله، والتحويرات التي أدخلت عليه، مما يدل على أن البيت ظل قائمًا ومأهولًا لفترة طويلة، أما مخططه فهو على نمط البيوت الشرقية؛ يتألف من حوش مربع، تحيط به الغرف من جهاته الأربع.

### البيت الشمالي
كان لبروز الأطراف العلوية للأقبية التي غطت أجزاء من هذا البيت، الذي تبلغ مساحته الإجمالية حوالي 2000م مربع، تم كشف 1200م منها في الموسم الأول، دلالة واضحة على أهميته، وقد أكدتها أعمال التنقيب فيما بعد؛ حيث أظهرت أن البناء عبارة عن قصر صغير يضم ثلاثة أحواش تحيط بها الغرف المختلفة الاستعمالِ، فالمخزن قد حوى كافة جرار التخزين الطينية والفخارية والخزفية التي استعملها ساكنوه، إضافة إلى العديد من المواقد والأفران التي استعملت للطهو أو للأغراض الأخرى، وكذلك العديد من الأحواض التي ربما كانت تستخدم لسقاية الماشية.
عند كشف الجدران، بقصد الوصول إلى الأسس، تبين وجود طبقتين سكنيتين؛ حيث أقيم بيت أحدث عهدًا على أنقاض بيت قديم، باستعمال بعض حجارة أنقاضه، ويستدل على ذلك من اختلاف مستوى أرضية البيتين واختلاف تصميمها؛ حيث تتطابق الجدران في بعض الأماكن، وتتداخل في أماكن أخرى. ومن الواضح أيضًا أن البيت المتأخر أقل أنقاضًا من البيت القديم الذي غطيت أرضيته وجدرانه بطبقة من الجص.
الموسم الثاني للتنقيب: 1 ديسمبر 1983 إلى فبراير 1984م

### تكملة البيت الشمالي
اشتمل الموسم الثاني على تكملة الجزء المتبقي من البيت الشمالي، من الجهة الشرقية والجهة الغربية من مساحته الكلية. أما المنطقة الوسطى منه فقد تم كشفها خلال الموسم الأول 1983م.

### التنقيب في البيت الشمالي الشرقي
بعد الانتهاء من كشف جميع أجزاء البيت الشمالي انتقل العمل إلى البيت الشمالي الشرقي، وقد استغرق شهرين؛ تم خلالهما رفع كمية من الأتربة والحجارة التي كانت تغطي معظم أجزاء البيت، وقد ظهر بوضوح التوزيع العام لهذا لبيت؛ حيث احتوى على أحواش مربعة ومستطيلة، تحيط بها حجرات مستطيلة مختلفة الأحجام. والجديد في هذا البيت وجود برج ناصية مربع الشكل، في الزاوية الجنوبية الشرقية، وكذلك وجود العامود الدائري ذي القاعدة المربعة خلف الجدار الحاجب للمدخل الجنوبي، وقد تركت مساحة بقياس 15 في 20م من البيت الشمالي الشرقي من الجهة الشمالية دون تنقيب، وذلك لانتهاء الموسم.
الموسم الثالث للتنقيب: 1 نوفمبر – 31ديسمبر 1984م

### الزبـارة
بعد أن تأكد نجاح الأسلوب الذي سبق واعتمد في ترميم قبوي البيت الشمالي مع جزء من السور الخارجي للبلدة بطول حوالي 200م، والذي سبق وأن ابتُدِئ العمل به خلال الموسم الثاني، كما تم ترميم ما سبق أن كشف من البيت الجنوبي خلال الموسم الأول.
حفريات جي فايف
بدأ العمل بحفرية جديدة عند نقطة المساحة جي فايف، ضمن أسوار المدينة القديمة، في محاولة للوصول على أقدم الطبقات السكنية التي قد تساعد على معرفة تاريخ تأسيس المدينة، وبالفعل تم التأكد من وجود طبقتين، مع أن التنقيب لايزال على ارتفاع عدة أمتار فوق مستوى سطح البحر، مما يزيد من احتمال وجود طبقات أخرى.
مروب
نظرًا لأهمية هذا الموقع الذي يعود إلى العصر العباسي، ونظرًا لأن أعمال التنقيب السابقة التي قامت بها كل من البعثة الدنماركية والفرنسية، والتي لم تشمل أيَّ تدعيم أو ترميم فيه، مما جعل جدران الموقع تأخذ بالانهيار؛ فقد اقتضى الأمر ترميم القلعتين المشيدتين الواحدة فوق الأخرى، مع كشف أقسام القلعتين التي لم يسبق التنقيب فيها.
المكتشفات الأثرية
- خاتمان من الفضة
- ثلاث عملات فضية عثمانية من عهد السلطان سليم الثالث
- قطعة نقد نحاسية تعود لفترة الإمبراطورية البريطانية لشرق أفريقيا
- قطعة نحاسية عثمانية مكتوب على أحد الوجهين ضرب في بغداد
- عملتان نحاسيتان من فئة ملوية الحسا
- العديد من العملات النحاسية الهندية؛ جزء منها واضح المعالم
- قطعة نحاسية منقوش على وجهها نجمة سداسية يتوسطها كلمة (يا رب)، والوجة الآخر توقيع بخط الطغراء (عثمانية)
- جرة كاملة من الفخار لها 3 مقابض عند الفوهة، بيضاوية الشكل، ذات قاعدة على شكل زر
- طبق متوسط الحجم مصنوع من الفخار المزجج، به زخارف نباتية على صورة زهره تتوسط قاع الطبق، تخرج منه خطوط تلتقي بحافة الطبق بخطين دائريين، وتحصر الخطوط الخارجة من قاع الطبق بينها أشكال مثلثات
- العديد من غلايين التدخيين المزخرفة؛ بعضها بطريقة الحز أو الحفر
- إناء من الفخار صغير الحجم يكاد يكون كاملًا
- قنديل صغير من الفخار مطلي بطلاء أخضر
- عدد من الطلقات (البندق) مستديرة الشكل، مصنوعة من مادة الرصاص
- ملقط من النحاس
- مشط شعر خشبي
- قدور فخارية ببعضها خطوط ملونة
- أغطية من الفخار
- طشت صغير الحجم من الفخار
- مئات من القطع الخزفية (البورسلين)؛ بعضها ملاعق، والبعض الآخر فناجين صغيرة، وأخرى أطباق
- سلاسل صغيرة من النحاس
- أدوات من الحجر (حجر مسن ومدقة صغيرة لطحن المواد) ملتقطات سطحية
- أوزان حجرية مختلفة
- مدقان من الحجر (هارون)
- جرة من الفخار المزجج بيضاوية الشكل
- العديد من المواقد في أرضيات المطابخ

## الترميم
بعد انتهاء أعمال التنقيب في الموسم الأول تبين أن العوامل الطبيعية من حرارة ورطوبة ورياح وأمطار، وبناء المدينة بمجملها على أرض سبخة، إضافة إلى حركة المد والجزر، كان لها تأثير مدمر على الآثار غير المنقولة؛ حيث بدأت الحجارة الهشة في التنقيب، كما تلفت أرضيات الغرف، وأخذت الطبقة الجبسية التي تغطي الجدران تتهاوى، لأن الأمطار غسلت الطبقة الطينية التي تحتها، والتي تفصل بينها وبين حجارة البناء.
إزاء هذا الوضع عدلت خطة التنقيب للموسم الثاني لتشمل ترميم الأبنية مع أعمال الحفر، باستعمال نفس الحجارة والمواد الطينية التقليدية، في الأماكن الظاهرة، بينما استعمل الأسمنت المقاوم للأملاح داخل الجدران والأماكن المخفية لتوقيتها.
أما الآثار المنقولة فقد كان يتم ترميمها أولًا بأول حال اكتشافها، في المختبر الميداني الذي أقيم لهذه الغاية، مما مكن فريق التنقيب ليس فقط من الحصول على أوان كاملة أو شبه كاملة، وإنما من التعرف على أشكال الأواني، وساعد على تحديد الاستعمالات المختلفة للغرف التي وجدت بها.

## موقع الزبارة القطري بقائمة التراث العالمي
أدرجت لجنة التراث العالمي التابعة لمنظمة الأمم المتحدة للتربية والثقافة والعلوم (اليونسكو) مدينة الزبارة الأثرية في قطر ضمن قائمة اليونسكو لمواقع التراث العالمية، وجاء ذلك ضمن جلستها الـ 37 التي أقيمت في العاصمة الكمبودية بنوم بنه، في حزيران (يونيو) 2013.
وقالت هيئة متاحف قطر-في بيان- إن انضمام مدينة الزبارة، وهي أحد أهم المواقع الأثرية المحمية التي كانت تمثل أكبر مدن الخليج العربي التقليدية لصيد وتجارة اللؤلؤ، بالفترة الممتدة ما بين القرنين الـ18 والـ19 الميلاديين، لقائمة التراث العالمي، يُعد أول إدراج واعتراف لموقع أثري قطري في سجل دولي، كما يصنّف الموقع الآن أحد أهم المواقع التراثية والطبيعية المدرجة عالميًّا، والتي يبلغ عددها 911 موقعًا.
وقد صنف فريق من علماء الآثار الدانماركيين مدينة الزبارة -التي تعني الأرض المرتفعة- كموقع أثري للمرة الأولى بالخمسينيات، ليقوم بعدها فريق من علماء الآثار القطريين والدانماركيين بأعمال التنقيب في الموقع.
وعقب إجراء دراسات وأبحاث على الموقع، تم العثور على مجموعة كبيرة من المكتشفات الأثرية التي تعود إلى الفترة الممتدة ما بين القرنين الـ18 والـ19 الميلاديين، وهي موجودة الآن ضمن المجموعة الدائمة الخاصة بمتحف قطر الوطني، والتي سيتم عرضها بصالات عرض المتحف كما بمدينة الزبارة.

## معرض صور

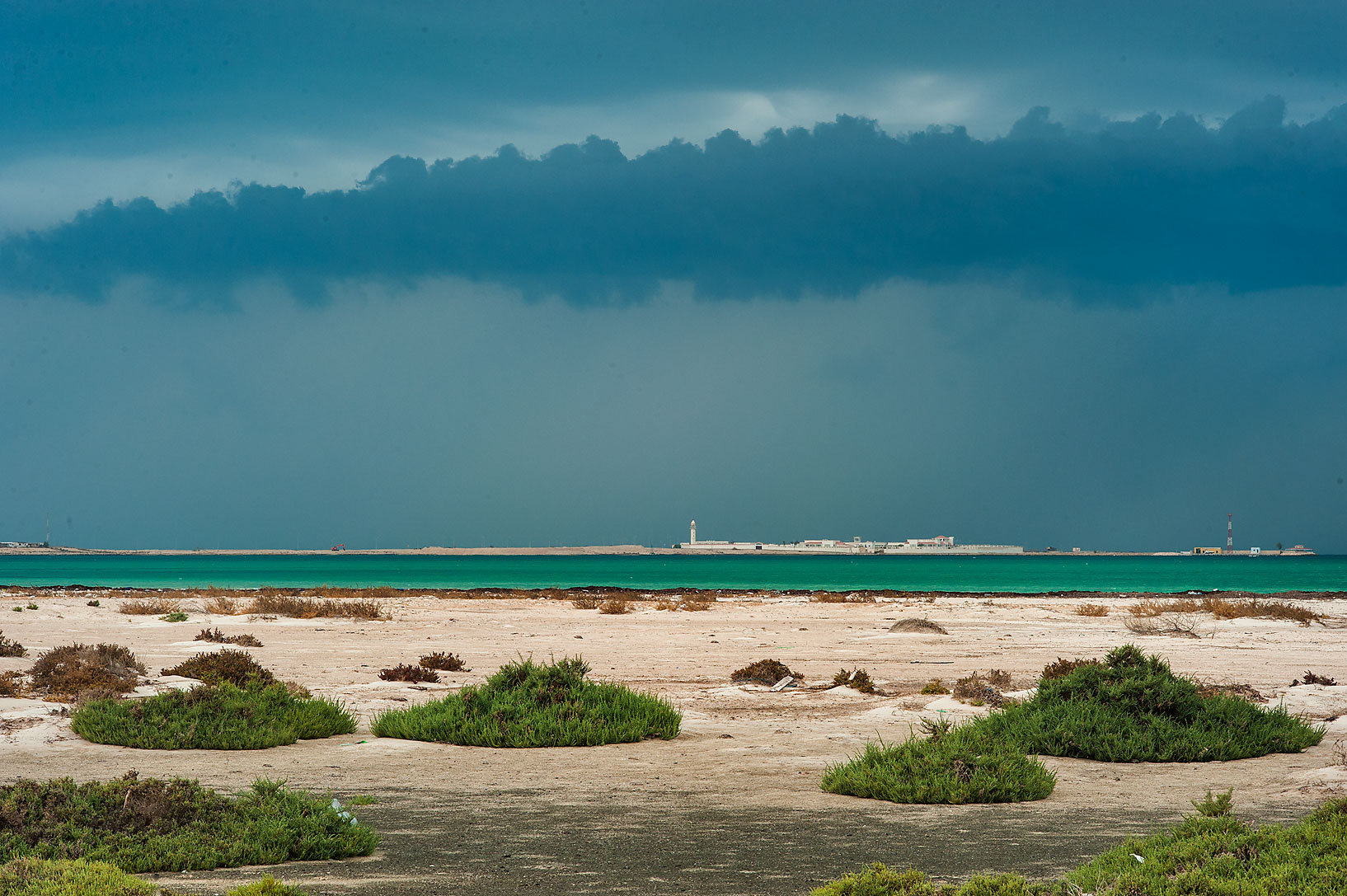
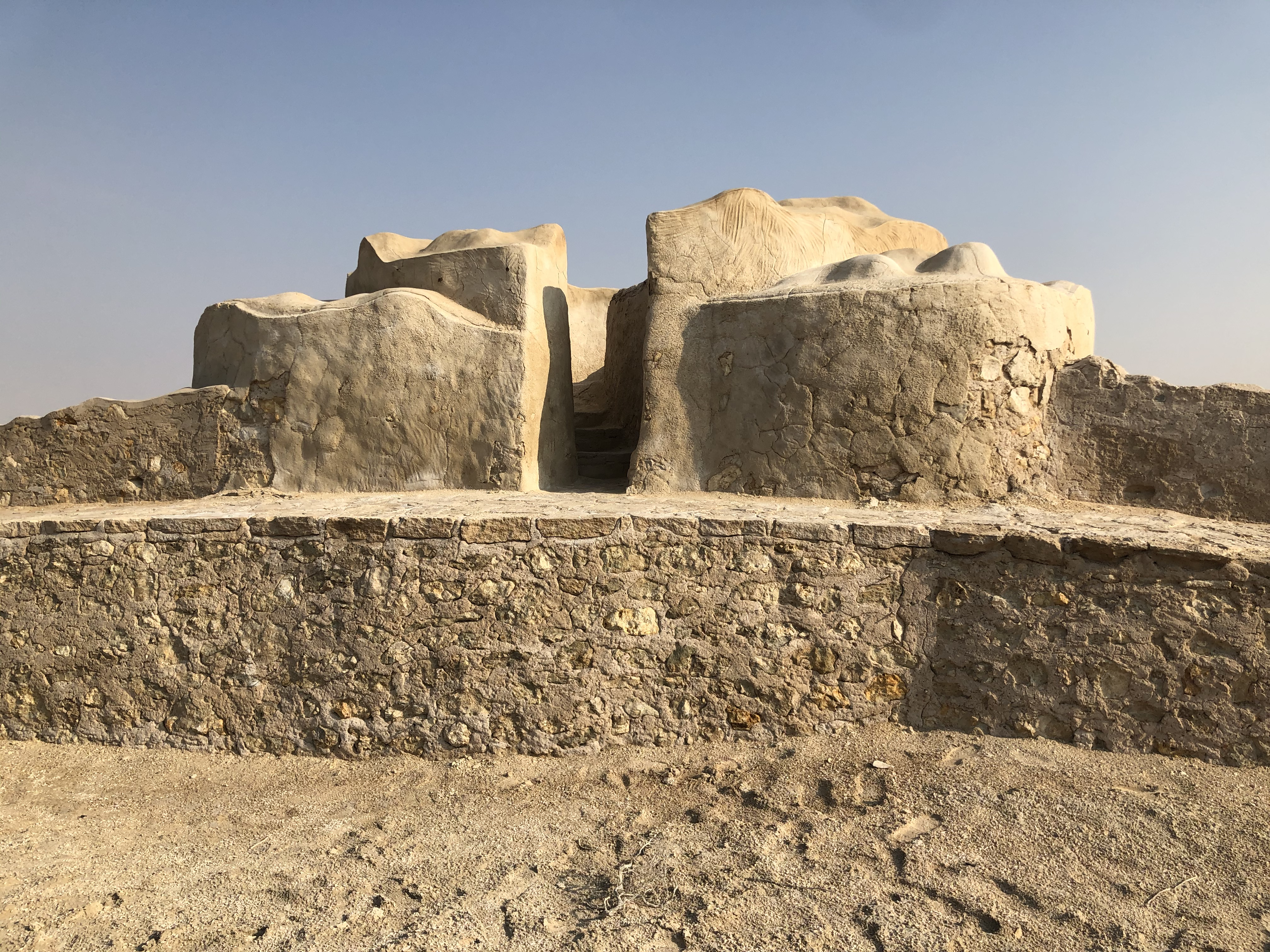
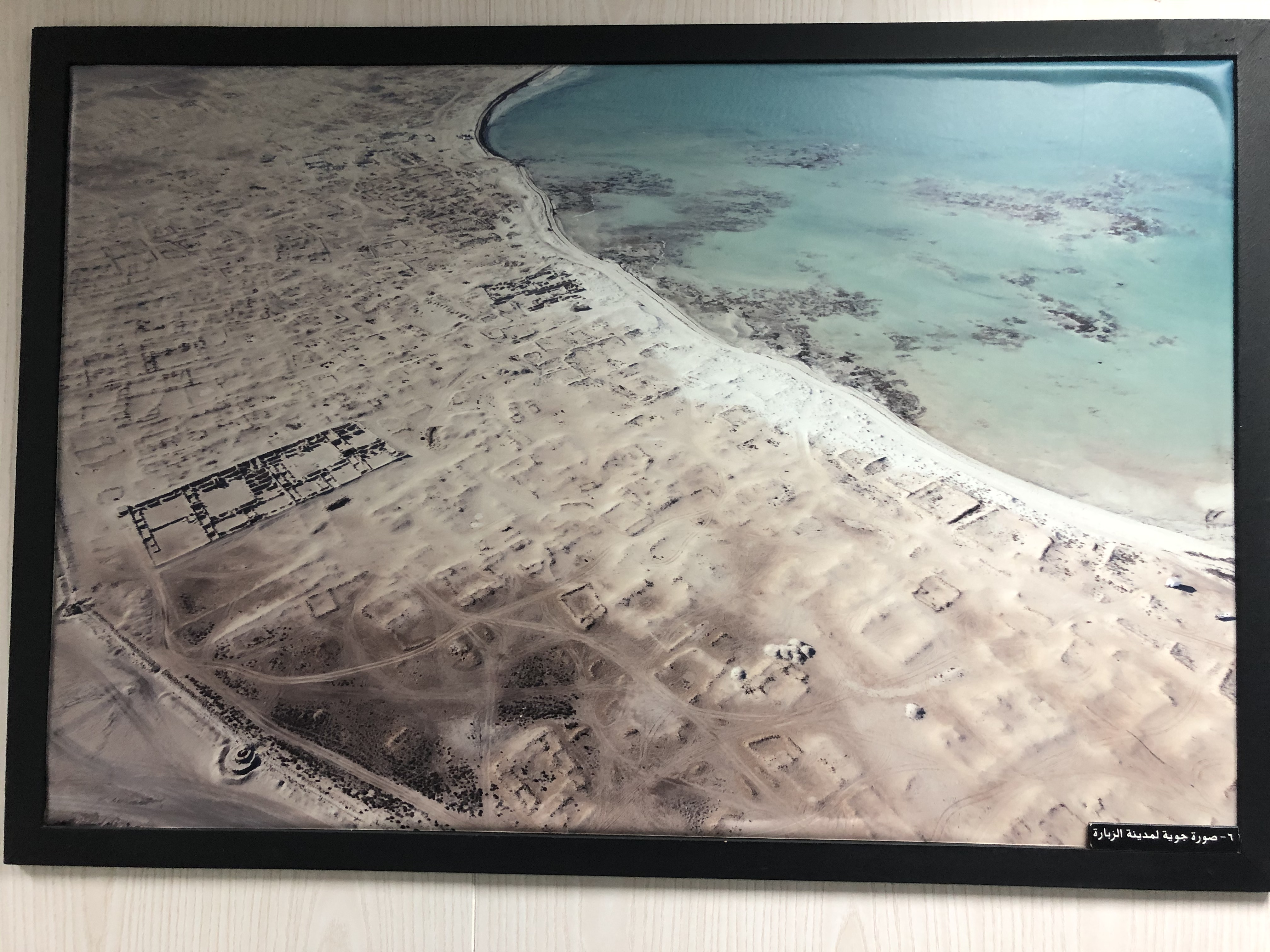
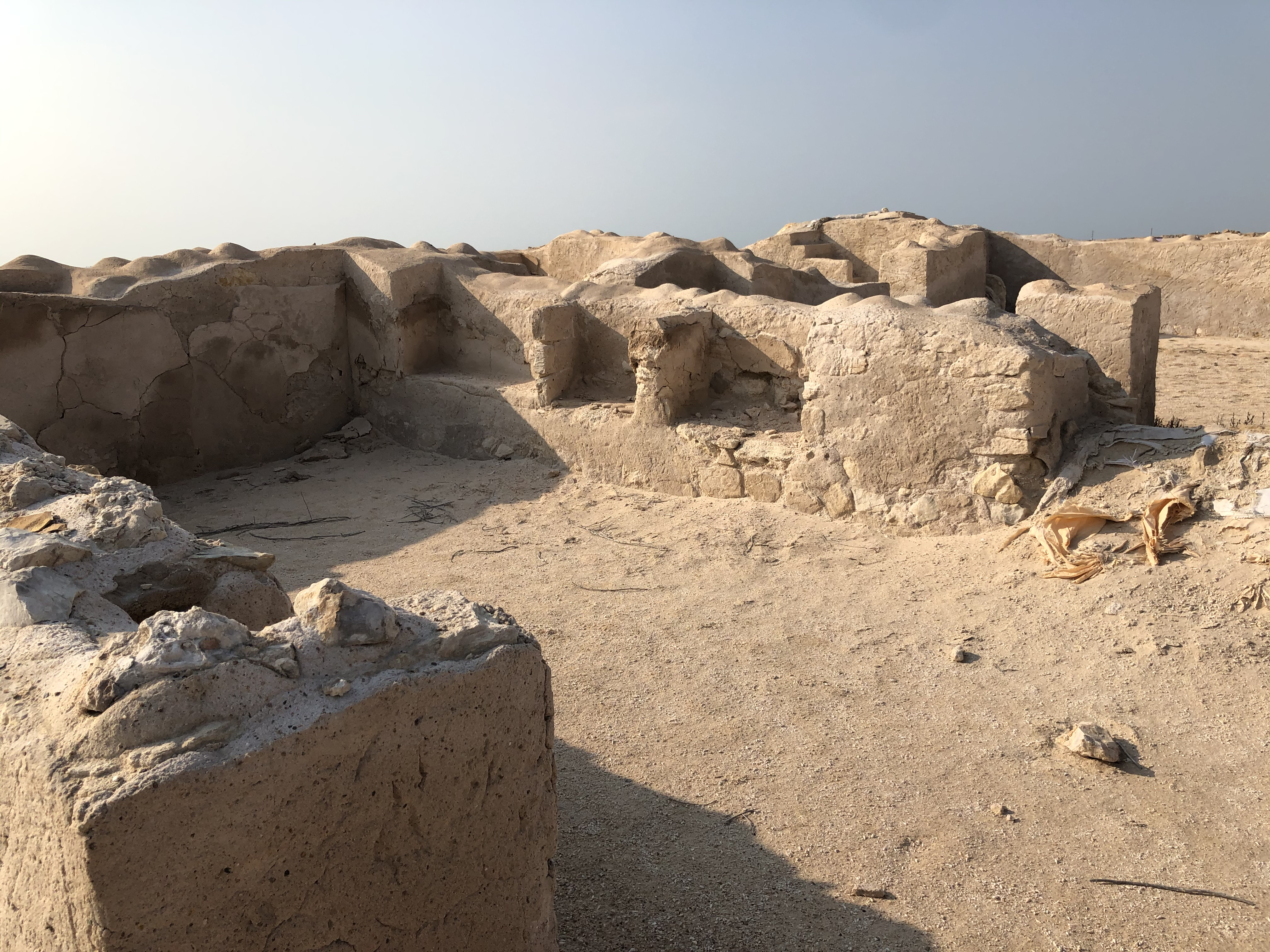
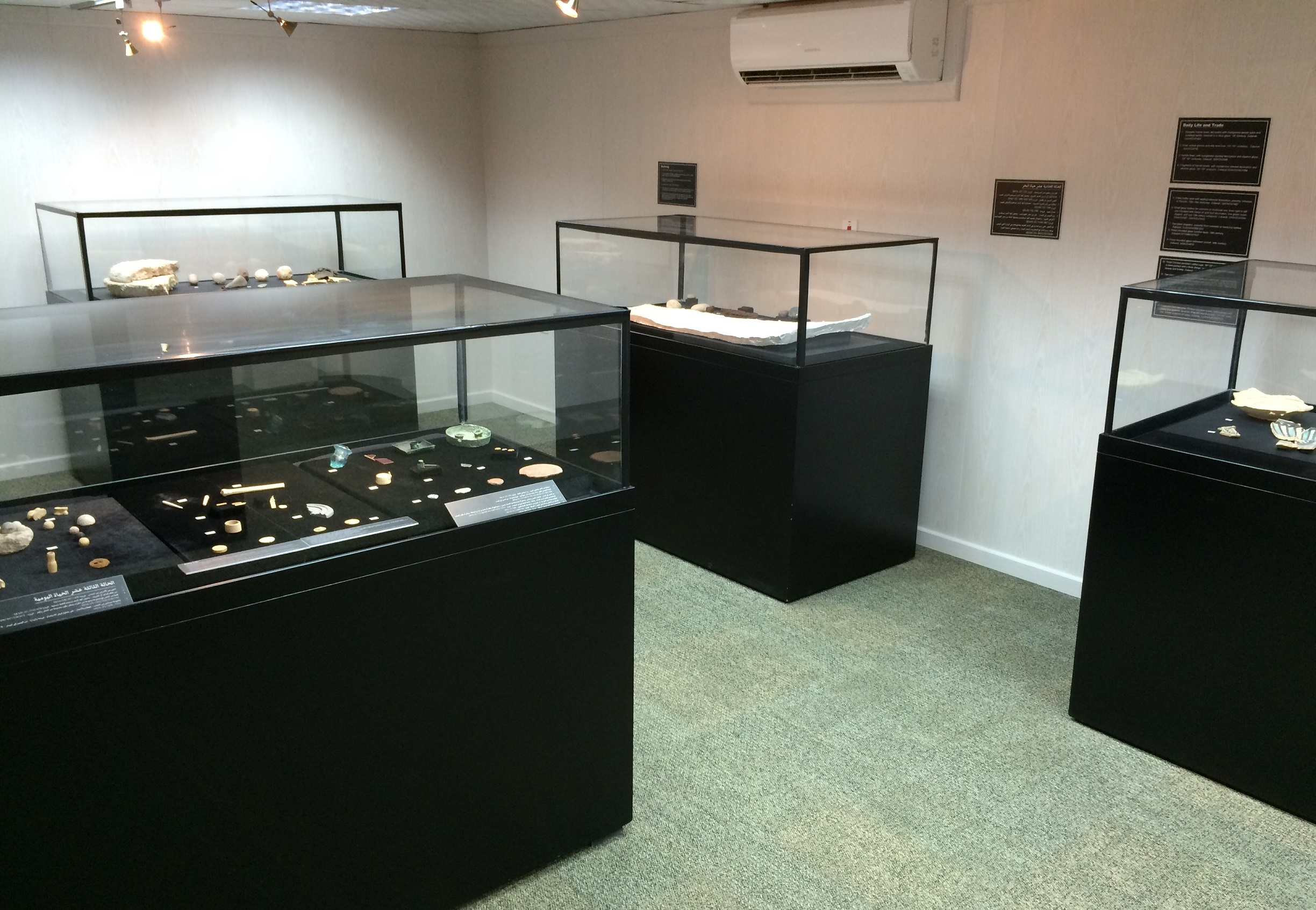
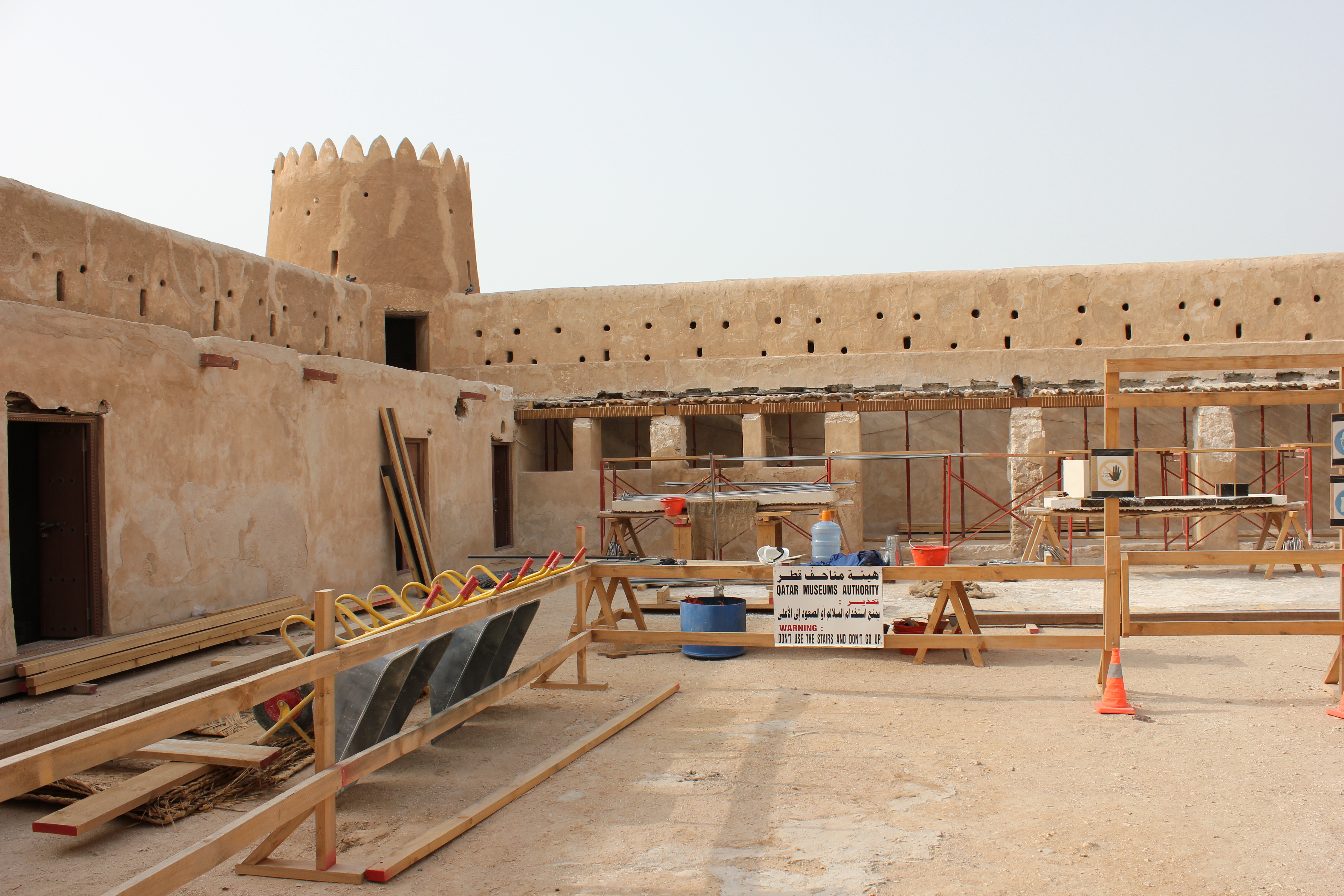
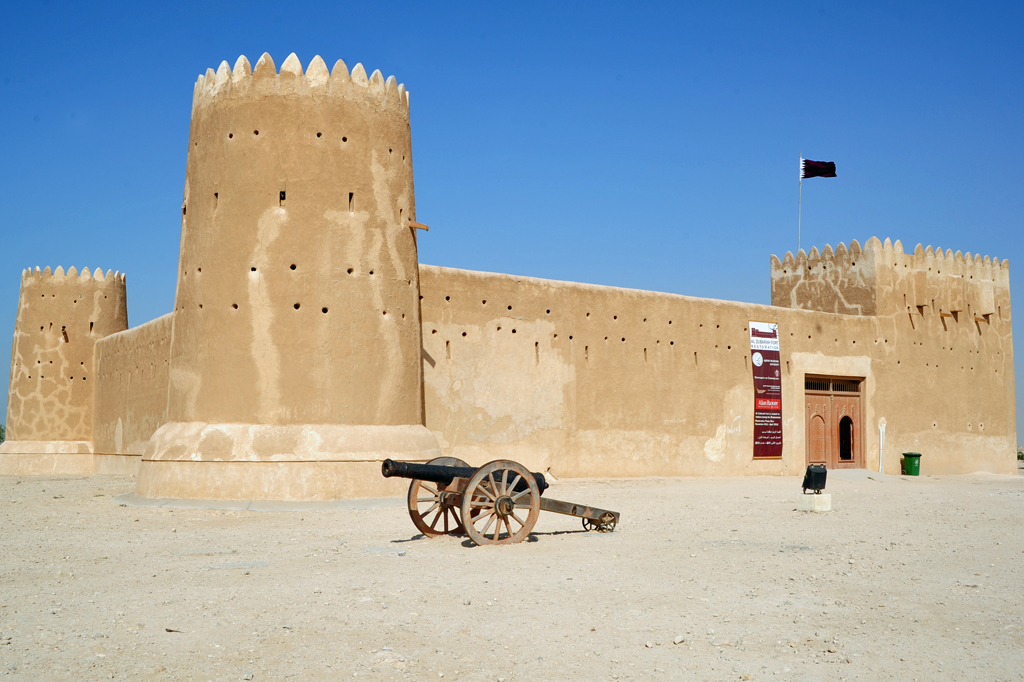